# Battaglia di Kahe
La battaglia di Kahê è stata una battaglia della prima guerra mondiale, combattuta durante la campagna dell'Africa Orientale Tedesca il 18 marzo 1916.
Fu l'ultima battaglia tra le forze tedesche e quelle dell'Intesa prima della ritirata tedesca dalla zona del Kilimangiaro. Forze britanniche e sudafricane circondarono la postazioni tedesche di Kahe, a sud del Kilimangiaro, infliggendo pesanti perdite e catturando molti pezzi di artiglieria tedeschi. Le forze tedesche guidate da Hans Von Kruggenmeyer si ritirarono verso l'interno della colonia.